# Баранов Павло Олександрович
Павло Олександрович Баранов (нар. 28 липня 1892 Москва — пом. 17 травня 1962, Комарово) — радянський ботанік, спеціаліст по морфології і анатомії рослин. Доктор біологічних наук з 1935 року, професор з 1928 року, член-кореспондент АН СРСР.

## Біографія
Народився 16 (28) липня 1892 року в Москві в родині вихідця з селян Ярославської губернії. Навчався в церковно-парафіяльній, потім торговельній школі. Шкільної середньої освіти
не отримував, самостійно підготувався до іспиту на атестат зрілості, здав його екстерном в 1910 році і вступив до Московського університету — спочатку на юридичний факультет, потім перейшов на природниче відділення фізико-математичного факультету. 1917 року закінчив навчання в університеті і до 1920 року залишений при ньому. Одночасно, у 1917-1920 роках, працював викладачем московської гімназії, середньої школи і у 1918-1920 роках Межового інституту в Москві.
- у 1918—1921 роках — асистент Середньоазіатського університету в Ташкенті, там же з 1920-го по 1944 рік завідувач кафедри морфології і анатомії рослин;
- у 1921—1928 роках — доцент, у 1921—1930 роках директор Ботанічного інституту Середньоазіатського державного університету;
- у 1928—1944 роках — директор Фундаментальною бібліотеки Середньоазіатського державного університету;
- у 1930—1934 роках — керівник Цітолого-анатомічної лабораторії Всесоюзного науково-дослідного інституту по бавовництву;
- у 1934—1935 роках — директор Середньоазіатського відділення Всесоюзного інституту рослинництва;
- У 1938—1941 роках — організатор і директор Памірської біологічної станції Таджицького філії АН СРСР;
- у 1940—1941 роках — директор Ботанічного інституту Узбецького філії АН СРСР в Ташкенті. Член ВКП(б) з 1941 року.;
- у 1944—1945 роках — заступник директора Московського ботанічного саду АН СРСР. Член-кореспондент АН СРСР, з 29 вересня 1943 року, по відділенню біологічних наук (ботаніка, морфологія рослин);
- у 1945—1952 роках — заступник директора з наукової частини і завідувач Лабораторією морфології і анатомії рослин Головного ботанічного саду
АН СРСР в Москві;
- у 1948—1952 роках — професор Московського державного педагогічного інституту імені В. І. Леніна;
- у 1949—1954 роках — голова Президії Молдавської філії АН СРСР;
- у 1952—1962 роках — директор Ботанічного інституту імені В. Л. Комарова АН СРСР в Ленінграді.

У 1953—1955 роках обирався депутатом Ленінградської міської Ради депутатів трудящих.

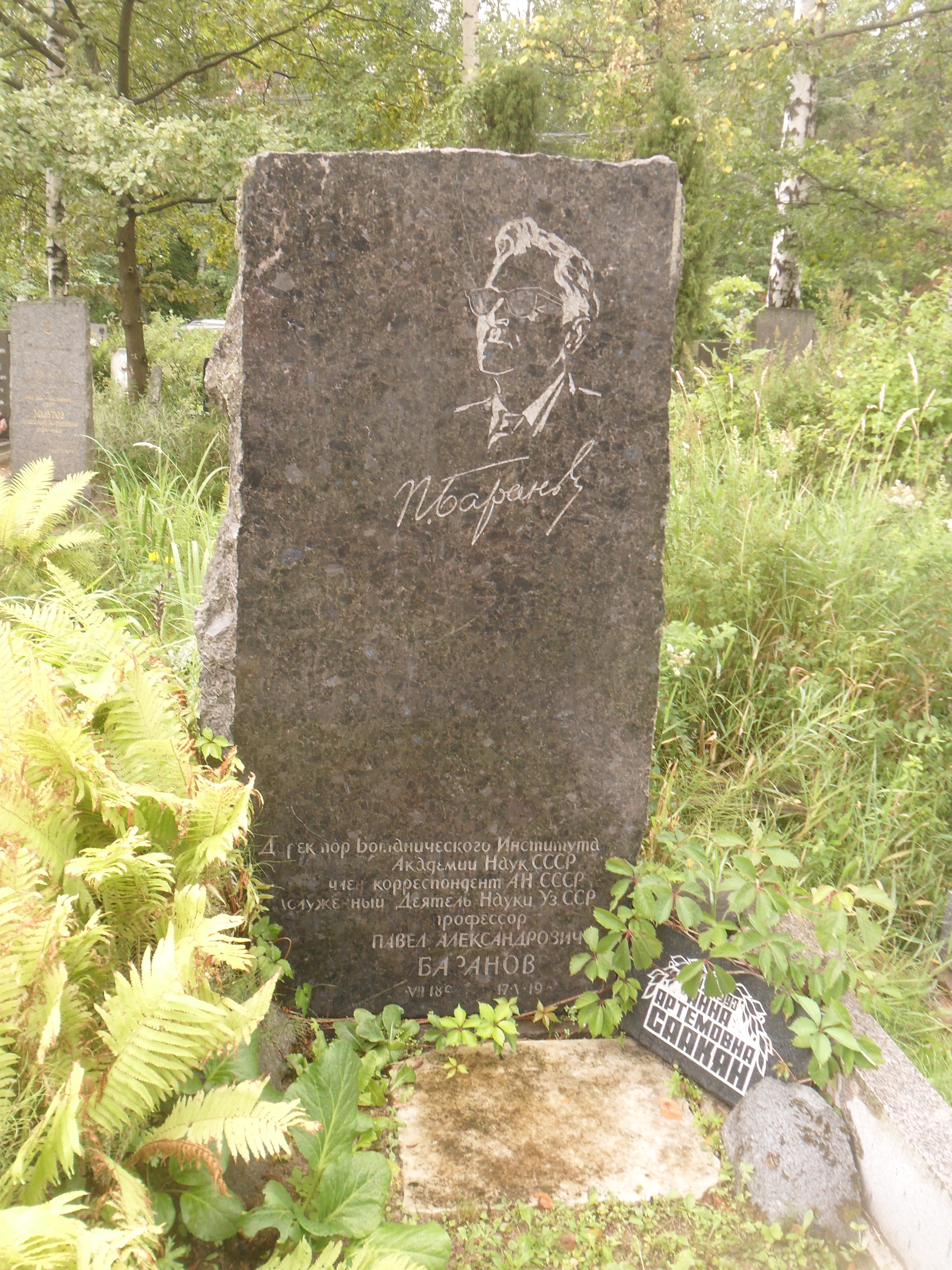
Могила Павла Баранова

Помер 17 травня 1962 року в селищі Комарово Ленінградської області. Поховапний на Серафимовському цвинтарі Санкт-Петербурга.

## Наукова діяльність
Основні праці вченого присвячені проблемам онтогенезу і формоутворення рослин, історії та методології ботаніки. До числа найбільш великих наукових досліджень відноситься робота по винограду. Він виявив основні осередки дикорослого винограду Середньої Азії (Західно-Тянь-Шанський, Паміро-Алтайський, Копетдазький), розкрив його численні енотипічені форми, довів, що морфологична різноманітність заростей винограду є результатом вторинного здичавіння винограду, що був в культурі в Середньої Азії.
- У Головному ботанічному саду АН СРСР розгорнув роботи по дослідженню біології ряду тропічних і субтропічних культур (цитрусових, чаю, орхідей), займався збором колекційних фондів рослин;
- На посту директора Ботанічного інституту АН СРСР прагнув до збагачення тематики його досліджень і наближенню її до завдань народного господарства, велику увагу приділяв розвитку наукових досліджень з систематики і географії рослин, розширення Гербарія і завершення колективної багатотомної праці «Флора СРСР».

Займався історією науки: написав статті про А. М. Бекетова, В. Л. Комарова, І. В. Мічуріна, М. С. Навашина, В. М. Сукачова, К. А. Тімірязєва та інше.
Вченому належать фундаментальні дослідження в області біології цвітіння, анатомії і ембріології винограду. Він є одним з укладачів «Ампелографії СРСР» (1т., 1946). Автор понад 200 наукових робіт. Зокрема:
- «“Дикий” виноград Средней Азии. I. Западный ТяньШань» (Труды Ак-Кавакской опытно-оросительной станции. 1927. Випуск 4. С. 40–118);
- «Истинный женский цветок винограда» (Там же. С. 119—137);
- «Среднеазиатский университет. Исторический очерк» (Ташкент, 1927);
- «Дарваз и его культурная растительность» (у співавторстві з І. О. Райковою. Ташкент, 1928);
- «Виноградарство Нухурии. Опыт районной ампелографии» (у співавторстві з І. О. Райковою і М. Г. Поповим) (Труды по прикладной ботанике, генетике и селекции. 1930. Т. XXXIV. С. 1–118);
- «Культура растений в крайних для жизни условиях высокогорной пустыни Памира» (Яровизация. 1938. № 4–5. С. 210—220);
- «Памир и его земледельческое освоение» (М., 1940);
- «Строение виноградной лозы» (Ампелография СССР. 1946. Т. 1. С. 217—346);
- Приспособительная эволюция виноградной лозы. — Тр. / Главного ботанического сада. М. — Л., 1949, т. 1. А. А. Чеботарь, Кишинів.
- «Возникновение и развитие растительного мира» (М., 1952);
- «У истоков отечественной ботаники» (М.; Л., 1953);
- «История эмбриологии растений» (М.; Л., 1955);
- «В тропической Африке: Записки ботаника» (М., 1956);
- «В далекой Африке» (Л., 1957)[3].

## Відзнаки
- Заслужений діяч науки Узбецької РСР (з 1944 року);
- Нагороджений орденом Леніна (1953), орденом Трудового Червоного Прапора (1944), орденом Червоної Зірки (1945), медалі.